# Prinia bairdii
Prinia bairdii е вид птица от семейство Cisticolidae.

## Разпространение
Видът е разпространен в Ангола, Бурунди, Габон, Екваториална Гвинея, Камерун, Република Конго, Демократична република Конго, Кения, Нигерия, Руанда, Танзания, Уганда и Централноафриканската република.